# Farhiyo Farah Ibrahim
Farhiyo Farah Ibrahim är en somalisk människorättsaktivist och tolk. 
Ibrahim flydde tillsammans med sin familj till flyktinglägret Dadaab i Kenya 1992 från sitt hemland Somalia. Hon var en av få flickor från flyktinglägret som fick gå i skola och som vuxen kom hon att arbeta för National Council of Churches in Kenya (NCCK) i Dadaab. Ibrahim engagerade sig i frågor gällande reproduktiv och sexuell hälsa och är en motståndare till kvinnlig omskärelse och arbetade som tolk. Ibrahim blev förskjuten av sin familj på grund av sin aktivism men fortsatte ändå sitt arbete med att stötta våldtäktsoffer samt förespråka utbildning av somaliska flickor.  
2008 tilldelades Ibrahim International Women of Courage Award.